# Chris Benoit
Christopher „Chris“ Michael Benoit (* 21. Mai 1967 in Montreal, Québec; † 24. Juni 2007 in Fayetteville, Georgia) war ein kanadischer Wrestler. Er galt als ein Allroundathlet, der sämtliche Kampfstile beherrschte (europäisch, japanisch, amerikanisch, mexikanisch), und wurde unter Experten als einer der technisch versiertesten Wrestler angesehen. Er hielt Titel in mehreren Wrestling-Promotionen, etwa die World Heavyweight Championship in der WWE. 
2007 tötete Benoit innerhalb von drei Tagen seine Frau, seinen Sohn und schließlich sich selbst.

## Leben
Chris Benoit wuchs in Montreal auf, ehe seine Familie 1979 nach Edmonton, Alberta, Kanada umzog. Hier kam er zum ersten Mal mit dem Wrestling in Berührung. Die in Calgary beheimatete Veranstaltung Stampede Wrestling faszinierte Benoit, speziell sein großes Vorbild Tom Billington, der als „Dynamite Kid“ antrat. Danach stand der zukünftige Berufswunsch Benoits fest.
Er war nach seiner Ausbildung eine Zeit lang auch bei japanischen Promotionen verpflichtet und sprach nach seiner Rückkehr aus Japan fließend Japanisch.
In seiner Zeit bei der WCW lernte er seine zukünftige Frau Nancy kennen, die damals noch mit dem „Taskmaster“ Kevin Sullivan verheiratet war. Die beiden hatten einen gemeinsamen Sohn namens Daniel; außerdem hatte Chris Benoit noch zwei weitere Söhne aus einer früheren Ehe mit einer aus Bremen stammenden Deutschen.
Am 25. Juni 2007 wurden Chris Benoit, seine Frau Nancy und ihr Sohn Daniel in ihrem Haus in Fayetteville tot aufgefunden. Die behördliche Untersuchung ergab, dass Chris Benoit innerhalb von drei Tagen erst seine Frau und seinen Sohn tötete und dann Suizid beging.

## Karriere

### Stampede Wrestling
Nach der High School begann Chris Benoit 1985 ein Training beim Stampede-Inhaber Stu Hart. Seine Karriere startete Benoit im selben Jahr bei der Stampede Wrestling Promotion, wo er auch mehrere Titel halten durfte. Zwischendurch trat er auch bei japanischen Promotionen an und war dort als maskierter Pegasus Kid bekannt. 1989 musste Stu Hart wegen der übergroßen Konkurrenz der WWF von Vince McMahon seine Promotion verkaufen und Benoit sich einen neuen Arbeitgeber suchen.

### Independent

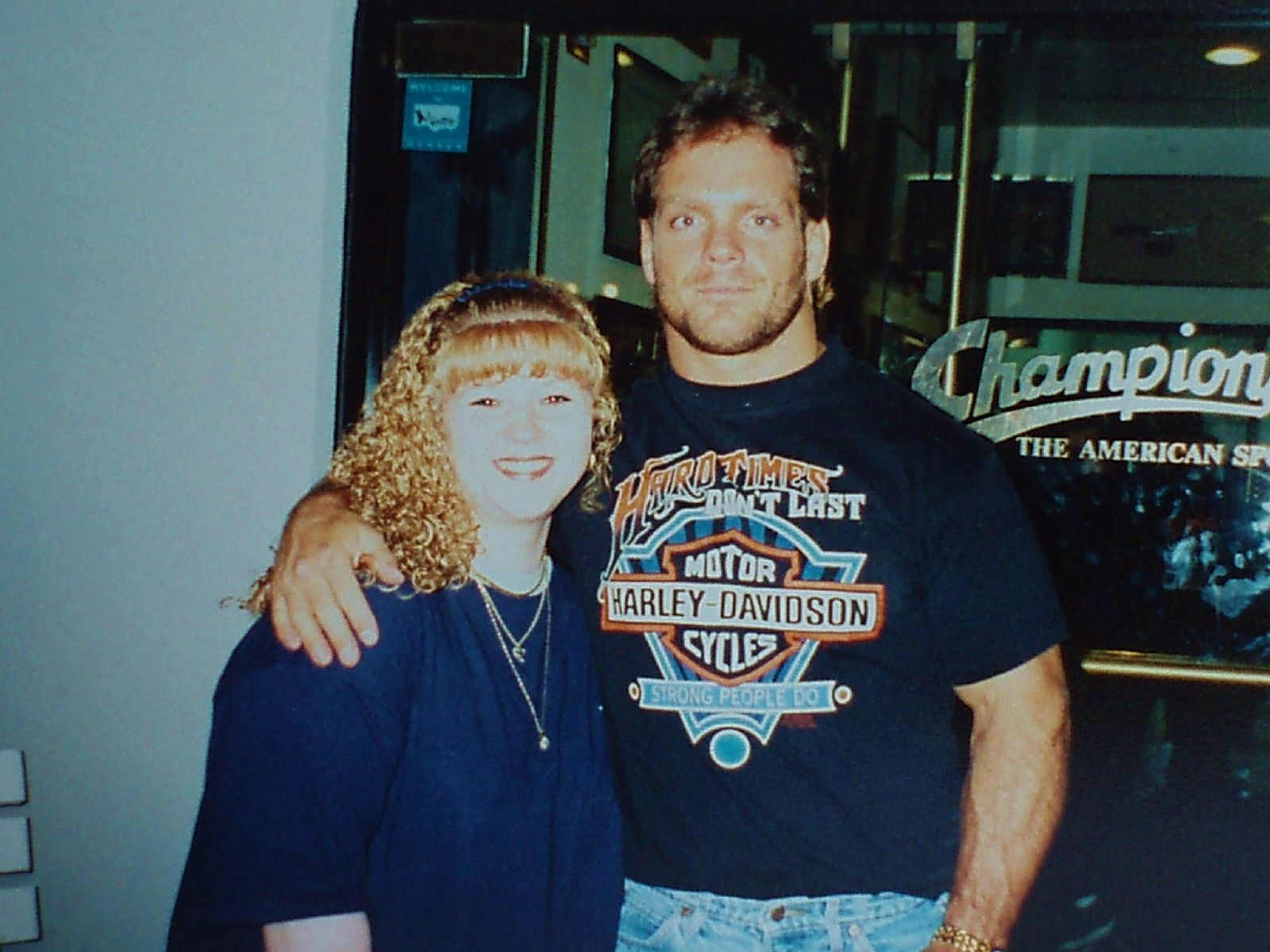
Benoit während der späten 90er Jahre

Da Benoit gute Erfahrungen in Japan gesammelt hatte, zog er dorthin. Dort durfte er 1990 das Turnier des International Wrestling Grand Prix gewinnen. Es folgten weitere Gastspiele in Mexiko und in Japan, diesmal als inzwischen demaskierter Wild Pegasus.

### NWA Tri-State Wrestling Alliance
1991 war Benoit auch eine Zeit bei Tri-State Wrestling Alliance verpflichtet worden. Dort bestritt er zahlreiche Matches und konnte seinen persönlichen Wrestlingstil ausbauen und langsam perfektionieren.

### Catch Wrestling Association
Ende des Jahres 1991 war Chris Benoit in Deutschland und Österreich aktiv. Bei der Catch Wrestling Association wurde er gemeinsam mit Dave Taylor Tag-Team-Champion. Er lernte eine Deutsche kennen und beide heirateten. Aus dieser Ehe gingen zwei Kinder hervor.

### World Championship Wrestling
Nach weiteren Engagements ging Chris Benoit 1993 zur WCW. Jedoch kam er hier nie über den Status eines Edeljobbers hinaus, da Benoit bestrebt war, nebenbei seinen Verpflichtungen in Japan nachzukommen. In Japan konnte er im Unterschied zu den USA Erfolge verbuchen, wie den Gewinn des Super-J-Turniers im April.

### Extreme Championship Wrestling
Da Benoit mit dieser Lösung unzufrieden war, schloss er sich 1994 Extreme Championship Wrestling an. Gemeinsam mit Shane Douglas und Dean Malenko bildete er hier die Gruppierung „Triple Threat“, die inzwischen bei den Fans Kultstatus hat. Hier bekam er auch seinen langjährigen Spitznamen „The (Canadian) Crippler“, als er Sabu während eines Matches versehentlich eine schwere Nackenverletzung beibrachte.
Mit dem Malenko-Tag-Team wurde er Co-Halter des ECW Tag Team-Titels.

### World Championship Wrestling

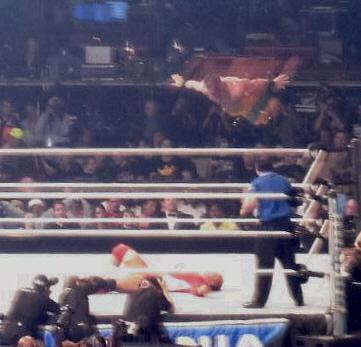
Benoit während eines „Diving-Headbutts“

Durch ihren technisch basierten Stil und gewagte Wrestling-Manöver machte „Triple Threat“ auch Promoter anderer Wrestlingligen auf sich aufmerksam, darunter Eric Bischoff, der Ted Turners World Championship Wrestling übernommen hatte. Das Team Douglas, Malenko und Benoit verpflichtete sich nun in Atlanta. Douglas, Malenko und Benoit, im realen Leben inzwischen ganz enge Freunde, schworen sich, dass sie nicht zur WWF wechseln würden (2000 sollten Malenko und Benoit dieses Versprechen brechen, woraufhin Douglas beiden die Freundschaft kündigte).
Benoit debütierte im November 1994 bei WCW. Sein erstes Pay-Per-View-Match hatte er bei World War III, wo er ein US-Titelmatch gegen Kensuki Sasaki bekam. Obwohl Chris Benoit bei der WCW stets gleichbleibend gute Wrestlingmatches bot, blieb ihm der große Karriere-Durchbruch versagt. Dieses „Ausbremsen“ von Benoit wird von einigen Beobachtern auf den langjährigen Chefbooker und Wrestler Kevin Sullivan zurückgeführt, welcher über großen Backstage-Einfluss verfügte. Man steckte nämlich beide 1996 in eine Fehde und Chris Benoit musste mit Sullivans Ehefrau zusammenziehen. Doch diese Storyline platzte, als Benoit und Sullivans Frau sich real verliebten und jeweils die Scheidung einreichten. Als Folge dessen wurde Chris Benoit fast aus der Storyline geschrieben und durfte nur noch unbedeutende Matches bestreiten.
Im Laufe des Jahres 1996 nahm Chris Benoit den Platz von Brian Pillman im Stable Four Horsemen ein, welches bis dato aus Ric Flair, Arn Anderson und Ex-Footballer Steve McMichael bestand. Als Teil dieser Gruppe hatte er seine erste große Fehde gegen Sullivan, die in einen Streetfight bei The Great American Bash mündete.
1998 durfte Chris Benoit von Booker T die WCW World Television Championship erhalten. Eine Ellbogenverletzung und die erforderliche Operation zwangen ihn jedoch zu einer mehrmonatigen Auszeit. Erst Ende des Jahres kehrte er als Mitglied der neuformierten Four Horsemen (Dean Malenko, Ric Flair) zurück. Mit Malenko bildete er daraufhin erneut ein Tag Team.
Im Sommer 1999 durfte er kurzzeitig den WCW-US-Titel von David Flair gewinnen und musste diesen schließlich an Sid Vicious abtreten.
Danach war Chris Benoit gemeinsam mit Dean Malenko, Perry Saturn und Ex–ECW-Kollege Shane Douglas Teil der Gruppierung „Revolution“ und kämpfte sowohl mit ihnen als auch gegen sie. In dieser Zeit sollte nun der langsame Aufstieg Benoits beginnen, da die inzwischen finanziell angeschlagene WCW sich im Umbruch befand und Benoit mittlerweile als eines der großen Zugpferde galt.
Die im Niedergang befindliche WCW hatte unterdessen Kevin Sullivan als neuen Chefbooker zurückgeholt, um die Liga zu retten. Sofort brach der alte Konflikt zwischen beiden wieder auf. Gemeinsam mit seinen Kollegen Dean Malenko, Perry Saturn und Eddie Guerrero verließ er als amtierender Champion die WCW und beendete damit seine mehr als vierjährige Arbeitszeit.

### World Wrestling Entertainment

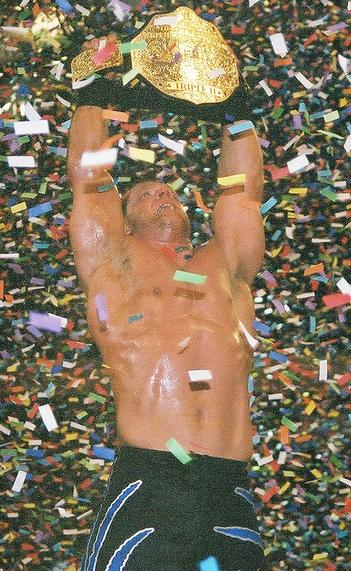
Benoit mit dem Heavyweight-Titel

Alle zog es daraufhin zur großen Konkurrenz World Wrestling Federation. Das Debüt der vier Ex-WCWler geschah bei RAW am 31. Januar 2000, als sie während der Show auftauchten. Man stellte sie gleich an die Seite von Mick Foley in dessen Match gegen die D-Generation X. Chris Benoit durfte später Kurt Angle in einem Triple Threat Match die WWE Intercontinental Championship abnehmen. An diesem besagten Match war auch Chris Jericho beteiligt, der die WWE European Championship gewinnen konnte.
In einem Match bei der Veranstaltung King of the Ring zog er sich eine schwere Nacken-Fraktur zu und musste wiederum eine mehrmonatige Pause einlegen.
Im Juni 2002 kehrte Benoit ins aktive Ringgeschehen zurück. Kurz danach tat er sich mit Kurt Angle zu einem Tag Team zusammen und wurde mit ihm WWE Tag Team Champion. Die Verbindung und die Titelregentschaft hielt jedoch nicht lange, und schon beim Royal Rumble 2003 standen sich beide in einem WWE-Championship-Titelmatch wieder gegenüber. Im Rahmen der Kaderteilung trat Chris Benoit für den SmackDown!-Kader an und durfte gegen Eddie Guerrero bei Vengeance um den wieder eingeführten US-Titel ringen.

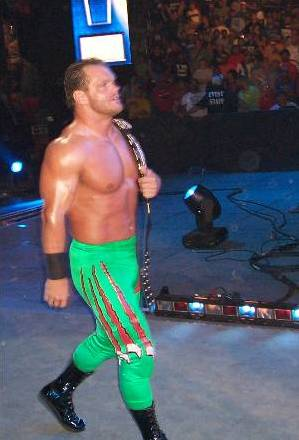
Benoit 2005

Bei Wrestlemania (2004) erhielt Benoit erstmals den Heavyweight-Titel, als er Triple H und Shawn Michaels im Main Event besiegen durfte. Nach sechs Monaten musste er seinen Gürtel beim SummerSlam an Randy Orton abgeben.
Bei der Friday Night SmackDown-Ausgabe vom 10. Oktober 2006 durfte er den WWE-United-States-Titel von Mr. Kennedy gewinnen, welchen er bei Judgement Day 2007 an MVP abgeben musste.
Am 11. Juni 2007 wurde Chris Benoit während einer dreistündigen Spezial-Sendung von RAW von SmackDown zur ECW gelost und sollte fortan für deren Roster antreten. Dort hatte er auch am 19. Juni 2007 sein letztes Match, das er durch Aufgabe mit dem Sharpshooter gegen Elijah Burke gewinnen konnte. Durch diesen Sieg sicherte er sich ein Titelmatch um den vakanten ECW World Title. Dieses Match sollte er am 24. Juni 2007 bei der WWE-Großveranstaltung Vengeance gegen CM Punk gewinnen. Benoit reiste jedoch zwei Tage vorher ab, da er (nach offiziellen Angaben) einen Anruf erhielt, in welchem er von einem familiären Notfall erfuhr.

## Doppelmord und Suizid
Am Montag, den 25. Juni 2007 gegen 14:30 Uhr Ortszeit wurden Chris Benoit, seine Frau Nancy und ihr siebenjähriger Sohn Daniel tot in ihrem Anwesen in Fayetteville, Georgia, aufgefunden. Die Polizei war von der WWE gebeten worden, nach Benoit zu sehen, nachdem dieser am Freitag, den 22. Juni fünf SMS-Nachrichten mit merkwürdigem Inhalt an zwei Mitarbeiter der WWE geschickt hatte, die diese aber erst am Sonntag erhielten. Diese SMS hatten folgenden Inhalt:
- „C, S. Meine Adresse lautet 130 Green Meadow Lane. Fayetteville Georgia. 30215“ (viermal versandt)
- „Die Hunde sind im Poolbereich eingeschlossen. Die Tür an der Garagenseite ist offen.“ (einmal versandt)

Bereits 14 Stunden vor dem Auffinden von Nancy Benoit durch die Polizei wurde in der englischsprachigen Wikipedia von einem anonymen Nutzer auf ihren Tod hingewiesen. Später räumte dieser Nutzer seinen Hinweis mit Bedauern als einen Akt von Vandalismus ein, der absolut zufällig die tatsächlich eingetretene Realität zum Ausdruck gebracht habe.
Die drei Leichen wurden in verschiedenen Räumen gefunden:
- Nancy Benoit lag an Händen und Füßen gefesselt im Wohnzimmer. Sie war vollständig angezogen und in ein Handtuch gewickelt. Sie war mit einem Kabel erdrosselt worden; außerdem wurde Blut unter ihrem Kopf gefunden.
- Daniel Benoit lag leblos im Bett seines Kinderzimmers. Er starb wie seine Mutter durch Ersticken. Am Körper des Kindes fand man bei der Obduktion Einstichspuren. Wie erst nach seinem Tod öffentlich bekannt wurde, litt er am Fragiles-X-Syndrom, weswegen ihm seine Eltern vom Arzt verschriebene Medikamente spritzten.
- Chris Benoit wurde in seinem Trainingsraum im Keller erhängt aufgefunden.

Die Polizei geht davon aus, dass Benoit seine Frau nach einem Streit am Freitag, den 22. Juni, und seinen Sohn am darauffolgenden Samstagmorgen getötet hat. Er selbst beging am Sonntag, den 24. Juni, im Fitnessraum Suizid.
In einem Interview mit ESPN.com gab Scott Ballard, der Distrikt-Staatsanwalt von Fayetteville, bekannt, dass Benoit am Wochenende der Tat zwei SMS an den Wrestling-Kollegen und Freund Chavo Guerrero geschickt hatte. In der ersten schrieb er, dass seine Frau und sein Sohn krank seien, in der zweiten, dass die Seitentür der Garage offen stünde und die Hunde draußen seien.
Die geplante RAW-Live-Show desselben Tages wurde abgesagt und stattdessen ein „Tribute to Chris Benoit“-Special gesendet. Dort sprachen WWE-Wrestler und Mitarbeiter, unter anderem seine engen Freunde Chavo Guerrero, Dean Malenko und Edge über Chris Benoit. Während der Show wurden seine größten Matches sowie Filmmaterial aus seiner von der WWE produzierten DVD Hard Knocks gezeigt.
Die WWE distanzierte sich in der Folgezeit ganz von Benoit, indem sie alle Werbeartikel, die direkt mit ihm in Verbindung gebracht werden, aus dem Angebot entfernte, sein Profil löschte und die Pressemitteilung entfernte, so dass sein Name nur noch in der Titelhistorie Erwähnung findet. Auch TNA hat ihr zuvor veröffentlichtes Beileidsschreiben von ihrer Webseite entfernt.
Zu Beginn von „ECW on SciFi“ am 26. Juni 2007 begründete WWE-Besitzer Vince McMahon das Abhalten der Sondersendung für Chris Benoit damit, dass der WWE zum Zeitpunkt der Ausstrahlung die Umstände seines Todes nicht bekannt waren. Er teilte auch mit, dass Chris Benoit bis auf Weiteres nicht mehr in den Sendungen von World Wrestling Entertainment erwähnt wird. Zwischenzeitlich wurde sogar Benoits Name von annähernd fertigen DVDs durch nachträgliche Tonbearbeitung gelöscht sowie bereits vorhandene DVDs mit ihm aus dem Verkauf genommen.
Am 5. September 2007 wurden die Ergebnisse der Untersuchung des Gehirns von Chris Benoit veröffentlicht. Sein Vater Michael Benoit hatte nach der Freigabe der Leiche durch die Behörden die renommierte West Virginia University damit beauftragt, das Gehirn zu untersuchen, und zudem das Sports Legacy Institute um Hilfe gebeten. Bei einer gemeinsam mit dem Institutsleiter Julian Barnes veranstalteten Pressekonferenz teilte er mit, bei den Untersuchungen sei festgestellt worden, dass Chris Benoits Gehirn zum Zeitpunkt seines Todes dem eines 85-jährigen Alzheimer-Patienten geglichen habe. Dieser Zustand sei eine Folge der jahrelangen chronischen Gehirnerschütterungen, die Benoit im Ring erlitten habe. Die post-mortem-Untersuchungen der West Virginia University zeigten eine schwere Form von Chronisch-traumatischer Enzephalopathie mit Schädigungen in allen vier Großhirnlappen und im Hirnstamm. Benoits Vater äußerte den Verdacht, dass diese Schädigungen die Ursache des Doppelmordes sein könnten.

## Erfolge

### Titel
- World Championship Wrestling
  - 1× WCW World Heavyweight Champion
  - 2× WCW United States Champion
  - 3× WCW Television Champion
  - 1× WCW World Tag Team Champion mit Dean Malenko
- World Wrestling Entertainment
  - 1× World Heavyweight Champion
  - 4× WWE Intercontinental Champion
  - 3× World Tag Team Champion mit Edge
  - 1× WWE Tag Team Champion mit Kurt Angle
  - 3× WWE United States Champion
  - 1× WWE Light Heavyweight Champion
- Extreme Championship Wrestling
  - 1× ECW Tag Team Champion mit Dean Malenko
- Catch Wrestling Association
  - 1× CWA World Tag Team Champion mit David Taylor
- New Japan Pro-Wrestling
  - 1× IWGP Junior Heavyweight Champion
- Stampede Wrestling
  - 4× Stampede British Commonwealth Mid-Heavyweight Champion
  - 4× Stampede International Tag Team Champion je 1× mit Ben Bassarab, Keith Hart, Lance Idol und Biff Wellington

### Auszeichnungen
- World Wrestling Entertainment
  - 1× Royal-Rumble-Sieger 2004
- New Japan Pro-Wrestling
  - 1× NJPW-Super-J-Cup-Gewinner (1994)